# Voi, Kenya
Voi este un oraș situat în districtul Taina-Taveta, localizat în partea de sud a Kenyei, la marginea Parcului Național Tsavo.
Este un nod feroviar la intersecția dintre liniile care leagă Nairobi de Mombasa și Taveta.